# BKK Hamburg
Die BKK Hamburg war eine deutsche gesetzliche Krankenversicherung aus der Gruppe der Betriebskrankenkassen. Sie fusionierte im Jahr 2005 mit der BKK Berlin zur City BKK, die einige Jahre später aufgrund finanzieller Schwierigkeiten geschlossen werden musste.
Die Krankenkasse wurde am 1. Oktober 1903 als Betriebskrankenkasse der Freien und Hansestadt Hamburg gegründet. Sie war eine Dienststelle des Hamburger Senats und es konnten sich bei ihr auch nur Bedienstete der Stadt Hamburg versichern. Am 1. Dezember 1995 erfolgte eine Fusion mit der BKK Hamburger Hochbahn AG.
Seit 1996 war die Krankenkasse auch für Mitglieder aus anderen Berufsgruppen geöffnet. Grundlage dafür bildete das 1996 eingeführte Recht auf freie Krankenkassenwahl. 1997 erfolgte eine Namensänderung zur BKK Stadt Hamburg; am 1. Januar 2001 erfolgte eine erneute Namensänderung zur BKK Hamburg. Zum 1. Januar 2004 fusionierte die BKK Berlin mit der BKK Hamburg zur City BKK. Ein Jahr später erfolgte eine Fusion mit der BKK Bauknecht und der Benevita BKK. Aufgrund der hohen Anzahl älterer Versicherter mit entsprechendem Behandlungsbedarf, geriet die City BKK nach wenigen Jahren in finanzielle Schieflage und wurde im Sommer 2011 geschlossen. Viele Versicherte hatten in der Folge Schwierigkeiten, neue Krankenkassen zu finden.